# Turbinoptidae
Famille
Les Turbinoptidae sont une famille d'acariens de l'ordre des Sarcoptiformes.

## Systématique
La famille a été créée en 1957 par l'entomologiste et acarologue belge Alexandre Fain (d). Le nom valide de ce taxon est Turbinoptidae.

## Liste des genres
Selon GBIF (24 novembre 2022) :
- Colinoptes  Fain, 1960
- Mycteroptes Fain, 1956
- Neoschoutedenocoptes Fain & Hyland, 1967
- Oxleya Domrow, 1965
- Passerrhinoptes Fain, 1956
- Rhinoptes Castro & Pereira, 1951
- Schoutedenocoptes Fain, 1956
- Turbinoptes Boyd, 1949